# Palauci
Palauanci (Palauci), maleni mikronezijski narod, blizu 15 000 pripadnika (2000 WCD), nastanjen na otocima Palau i manjim dijelom na Guamu. Palauci govore palauanskim jezikom u svim državama osim u tri: Sonsorol, Tobi i Angaur.
‎

## Ime
Ime Palauci ili Palauanci dolazi po otocima i državi Palau čiji je korijen možda u palauanskom beluu ili Pelew, u značenju  'selo' . Postoji i mišljenje da je naziv Palau došao od španjolske riječi za jedra,  'palao' .

## Povijest
Preci Palauanaca naseljavaju se na otoke prije nekih 4000 godina mogućim migracijama iz istočne Indonezije. Prema radiometrijskom datiranju otoci Rock Islands ili Chelbacheb naseljeni su najmanje od 1000. pr. Kr. Prvi Europljanin koji je vidio ove otoke bio je 1543. španjolski navigator Ruy Lopez de Villalobos. Britanski trgovci posjećuju ih u 18. stoljeću, a kasnije u 19. stoljeću otoci dolaze u španjolske ruke, ali ih 1899. prodaju Nijemcima. Od 1914. njima vladaju Japanci sve do 1947. kada dolaze pod starateljstvo UN-a.

## Život i običaji
Palauci su od svoje davne prošlosti organizirani matrilinearno, po klanovima kojih je danas deset. U prošlosti je temeljna jedinica društva telungalek,  kuća'  ili  'ista krv' , koji su porijeklom od jedne žene, a ovakvo prošireno domaćinstvo sastoji se od 3 ili 4 generacije. Glavni autoritet telungaleka je najstariji muškarac. Ako se mladi par sa svojom djecom odvoji iz domaćinstva, često se nastanjuje u blizini telungaleka, od kojega je ovakva malena nuklearna obitelj još uvijek socijalno i ekonomsli ovisna. Muškarci su ribari i graditelji kanua, dok se žene bave kućnim poslovima, poljem i  'žetvom'  mekušaca koje nalaze uz obalu. Sve do kasnih 1800.-tih prakticirali su tetoviranje. Kosu su nosili spletenu u punđu, a važne poglavice (rubak) narukvice od kralježaka dugonga.

## Vanjske poveznice
- Culture of Palau
- Changes in the Palauan Family